# Survivor Series (2017)
Cet article concerne l'édition 2017 du pay-per-view Survivor Series. Pour toutes les autres éditions, voir Survivor Series.
L'édition 2017 des Survivor Series est un Premium Live Event de catch (lutte professionnelle) produit par la World Wrestling Entertainment, une fédération de catch américaine qui est télédiffusée et visible en paiement à la séance sur le WWE Network, ainsi que grauitement sur les chaînes de télévision française AB1 et belge ABXplore. L'événement a eu lieu le 19 novembre 2017 au Toyota Center à Houston (Texas). Il s'agit de la 31e édition des Survivor Series qui fait partie, avec le Royal Rumble, WrestleMania et SummerSlam, du « Big Four ».

## Contexte
Les spectacles de la World Wrestling Entertainment (WWE) sont constitués de matchs aux résultats prédéterminés par les scénaristes de la WWE. Ces rencontres sont justifiées par des storylines – une rivalité avec un catcheur, la plupart du temps – ou par des qualifications survenues dans les shows de la WWE tels que Raw et SmackDown. Tous les catcheurs possèdent une gimmick, c'est-à-dire qu'ils incarnent un personnage gentil (Face) ou méchant (Heel), qui évolue au fil des rencontres. Un événement comme Survivor Series est donc un événement tournant pour les différentes storylines en cours,.

### Traditional Survivor Series Men's Elimination Tag Team match
Le 23 octobre à RAW , alors que Kurt Angle allait nommer les participants de son équipe, tout le roster de SmackDown dirigé par  Shane McMahon et le New Day arrive depuis les tribunes pour assiéger les lieux. Lors du Raw du 30 octobre, Stephanie McMahon fait son retour après 7 mois d'absence depuis WrestleMania après avoir été passée accidentellement à travers  une table par son mari Triple H, nomme Kurt Angle  capitaine de l'équipe masculine de Raw et le menace que si elle ne voit pas une victoire aux Survivor Series, il sera renvoyé. Après que Braun Strowman ait attaqué le Miztourage, Kurt Angle le choisit dans son équipe. Lors du Raw du 6 novembre, il prend Finn Bálor et Samoa Joe après qu'ils se sont battus et à la demande de Jason Jordan, il le prend comme partenaire final. Le 13 novembre à Raw, Bray Wyatt fait son retour et blesse Jason Jordan au genou le faisant remplacer par Triple H qui fait son retour avant de lui porter un Pedigree.
Le 23 octobre à Raw, SmackDown assiège les lieux. Le lendemain soir à SmackDown , Randy Orton devient le premier participant dans l'équipe. Le 31 octobre à SmackDown, après que Daniel Bryan ait été attaqué la veille à  RAW  par Kane, Shane McMahon se nomme capitaine de l'équipe masculine de SmackDown. Le même jour, Bobby Roode et Shinsuke Nakamura rejoignent l'équipe. Shane McMahon avait organisé  un match entre Rusev et AJ Styles pour déterminer le dernier membre pour la semaine prochaine, mais Styles affrontera Jinder Mahal pour le WWE Championship. Rusev a dû affronter Randy Orton pour rejoindre l'équipe mais il perdra ce match. Sur Twitter, Shane McMahon annonce que John Cena sera le dernier membre de l'équipe masculine de SmackDown.

### Traditional Survivor Series Women's Elimination Tag Team match
Le 23 octobre à Raw, Alicia Fox bat Sasha Banks et Bayley dans un Triple Threat Match et devient la capitaine de l'équipe féminine de Raw. Les jours suivants elle choisira Sasha Banks, Nia Jax et Asuka comme membre de l'équipe. Bayley bat Mickie James et Dana Brooke et devient la dernière membre de l'équipe féminine. Lors du dernier SmackDown avant les Survivor Series, toute la division féminine de Raw envahit les vestiaires pour attaquer toute la division féminine de SmackDown lors du raid pour assiéger les lieux de SmackDown Live mené par Kurt Angle et le Shield.
Du côté de SmackDown , le 24 octobre , Daniel Bryan annonce à toutes les femmes du roster de SmackDown qu'elles sont toutes prises dans l'équipe (à l'exception de Lana, qui est la manager de Tamina et Natalya). Donc l'équipe sera composée de Tamina, Naomi, Carmella, Charlotte Flair et Becky Lynch. Le même soir, les cinq s'affrontent dans un Fatal 5-Way Match pour déterminer la capitaine de l’équipe féminine de SmackDown. Le match sera remporté par Becky Lynch. Lors du SmackDown du 14 novembre, Charlotte devient la nouvelle championne féminine de SmackDown en battant Natalya, donc elle ne participe plus au match mais elle se fera remplacer par cette dernière.

### Brock Lesnar vs AJ Styles
Lors de No Mercy, Brock Lesnar conserve le WWE Universal Championship face à Braun Strowman tandis qu'à Hell In A Cell, Jinder Mahal conserve le WWE Championship face à Shinsuke Nakamura. Le 17 octobre à Smackdown, Mahal déclare qu'il a battu tous le roster de Smackdown et au Survivor Series, il veut affronter le champion du monde de Raw, Brock Lesnar mais AJ Styles l'interrompa pour le défier pour le WWE Championship, Mahal lui dit que Styles est juste une blague, après ces déclarations, AJ attaqua Jinder et The Singh Brothers. Dans les vestiaires, Mahal confronte le général manager de Smackdown Daniel Bryan à propos de l'attaque de Styles et dit qu'un des Singh Brothers devra faire payer à Styles et Bryan accpeta. AJ Styles gagnera contre chacun des Singh Brothers pendant les deux semaines qui arrive. Lesnar et son avocat Paul Heyman, apparaissent le 23 octobre à Raw pour accepter le défi de Mahal. Plus tard, il a été annoncé que Jinder Mahal défendra son titre face à AJ Styles le 7 novembre à Smackdown, où Styles gagnera ce match pour remporter son second règne de champion de la WWE et remplacera Jinder Mahal pour affronter Brock Lesnar au Survivor Series. Le 13 novembre à Raw, Lesnar et Heyman viennent pour s'adresser au nouvel adversaire de Lesnar, disant que Styles est l'opprimé mais Lesnar était le champion no 1 de l'histoire de la WWE. Le 14 novembre à Smackdown, Styles et Bryan se moquent de Lesnar et Heyman et disent que Styles conquérira Lesnar.

### The Miz vs Baron Corbin
Le 30 octobre à Raw, The Miz conserva son WWE Intercontinental Championship face à Matt Hardy. Le 14 novembre à Smackdown, Baron Corbin conserva son WWE United States Championship face à Sin Cara. Plus tard, il a été annoncé que The Miz et Baron Corbin s'affronteront au Survivor Series.

### The Bar vs The Usos
The Usos ont conservé leurs titres par décompte extérieur face à Chad Gable et Shelton Benjamin après que Chad Gable ait attaqué la jambe de Jey. The Shield affrontait Cesaro et Sheamus .Mais durant le match, The New Day interviendront pendant le match mais durant cette préoccupation, Sheamus place un Brogue Kick à Seth Rollins et remporte les titres pour son équipe de ce fait ils affronteront The Usos au Survivor Series.

### Alexa Bliss vs Charlotte Flair
Le 30 octobre à Raw, Alexa Bliss a conservé son titre face à Mickie James. Le 14 novembre à Smackdown, Charlotte Flair bat Natalya et remporte le WWE Smackdown Women's Championship et affrontera Alexa Bliss au Survivor Series.

### The Shield vs The New Day
Le 6 novembre à Raw, durant le match entre Dean Ambrose et Seth Rollins contre Cesaro et Sheamus pour les titres par équipe de Raw,  The New Day font leur apparition dans le public pour faire comprendre à Raw que SmackDown vont encore les envahir. Le  manager général de Raw Kurt Angle signale au roster de Raw dans les vestiaires d'aller autour du ring et d'aller attaquer The New Day mais durant cette distraction, Sheamus porte son Brogue Kick et  fait le tombé sur  Seth Rollins  pour remporter les titres. Roman Reigns, qui a été en congé maladie, fait son retour la semaine suivante et ils défient The New Day pour un match par équipes  aux Survivor Series qui sera rendu officiel. Le soir suivant à SmackDown, le Shield intervient  durant le match entre le New Day et Kevin Owens et Sami Zayn, Owens et Zayn partent du ring et le Shield attaqua le  New Day.

## Tableau des matchs
| Ordre par numéros | Résultat | Stipulation(s)                                                        | Temps |
| --- | --- | --------------------------------------------------------------------- | ----- |
| 1P | Elias bat Matt Hardy | Match simple                                                          | 9:15  |
| 2P | Enzo Amore (c) bat Kalisto | Match simple pour le WWE Cruiserweight Championship                   | 8:45  |
| 3P | Kevin Owens et Sami Zayn battent Breezango (Fandango et Tyler Breeze) | Tag Team match                                                        | 7:45  |
| 4 | The Shield (Dean Ambrose, Seth Rollins et Roman Reigns) bat The New Day (Big E, Kofi Kingston et Xavier Woods)                                                                | 6-Man Tag Team match                                                  | 21:20 |
| 5 | Team Raw (Alicia Fox (l), Nia Jax, Asuka, Sasha Banks et Bayley) bat Team SmackDown (Becky Lynch (l), Carmella, Naomi, Tamina et Natalya) (avec Lana)                         | Women's 5-on-5 Traditional Survivor Series Elimination Tag Team match | 18:35 |
| 6 | Baron Corbin (SmackDown's United States Champion) bat The Miz (Raw's Intercontinental Champion)                                                                               | Champion vs. Champion match                                           | 9:35  |
| 7 | The Usos (Jimmy et Jey) (SmackDown Tag Team Champions) battent The Bar (Cesaro et Sheamus) (Raw Tag Team Champions)                                                           | Champions vs. Champions Tag Team match                                | 15:55 |
| 8 | Charlotte Flair (SmackDown Women's Champion) bat Alexa Bliss (Raw Women's Champion)                                                                                           | Champion vs. Champion match                                           | 15:00 |
| 9 | Brock Lesnar (Raw's Universal Champion) (avec Paul Heyman) bat AJ Styles (SmackDown's WWE Champion)                                                                           | Champion vs. Champion match                                           | 15:25 |
| 10 | Team Raw (Kurt Angle (l), Braun Strowman, Samoa Joe, Finn Bálor et Triple H) bat Team SmackDown (Shane McMahon (l), Randy Orton, Bobby Roode, Shinsuke Nakamura et John Cena) | Men's 5-on-5 Traditional Survivor Series Elimination Tag Team match   | 33:20 |
| La lettre C placée entre parenthèses désigne la personne ou l’équipe championne en titre. P – indique que le match a eu lieu lors du pré-show | |                                                                       |       |

## Détails des éliminations

### 5 on 5 Match Féminin
| Élimination # | Équipe           | Team                | Éliminée par     | Manière                                   | Temps            |
| ------------- | ---------------- | ------------------- | ---------------- | ----------------------------------------- | ---------------- |
| 1             | Becky Lynch      | Team Smackdown Live | Bayley           | Small Package                             | 2:05             |
| 2             | Bayley           | Team RAW            | Tamina           | Splash                                    | 5:30             |
| 3             | Nia Jax          | Team RAW            | Tamina           | Décompte à l'extérieur après un Crossbody | 9:05             |
| 4             | Alicia Fox       | Team RAW            | Naomi            | Sunset flip                               | 11:00            |
| 5             | Naomi            | Team Smackdown Live | Sasha Banks      | Bank Statement                            | 12:14            |
| 6             | Carmella         | Team Smackdown Live | Asuka            | Rondhouse Kick à la tête                  | 13:00            |
| 7             | Sasha Banks      | Team RAW            | Natalya          | Sharpshooter                              | 15:30            |
| 8             | Tamina           | Team Smackdown Live | Asuka            | Arm Bar                                   | 17:35            |
| 9             | Natalya          | Team Smackdown Live | Asuka            | Asuka Lock                                | 18:35            |
| Survivante :  | Asuka (Team RAW) | Asuka (Team RAW)    | Asuka (Team RAW) | Asuka (Team RAW)                          | Asuka (Team RAW) |

### 5 on 5 Match Masculin
| Élimination  | Catcheur                              | Équipe                                | Éliminé par                           | Manière                                      | Temps                                 |
| ------------ | ------------------------------------- | ------------------------------------- | ------------------------------------- | -------------------------------------------- | ------------------------------------- |
| 1            | Shinsuke Nakamura                     | Team Smackdown                        | Braun Strowman                        | Running Powerslam                            | 11:40                                 |
| 2            | Bobby Roode                           | Team Smackdown                        | Braun Strowman                        | Running Powerslam                            | 13:00                                 |
| 3            | Samoa Joe                             | Team RAW                              | John Cena                             | Attitude Adjustement                         | 18:10                                 |
| 4            | John Cena                             | Team Smackdown                        | Kurt Angle                            | Coup de grâce de Finn Balor, puis Angle Slam | 21:55                                 |
| 5            | Finn Bálor                            | Team RAW                              | Randy Orton                           | RKO                                          | 24:00                                 |
| 6            | Randy Orton                           | Team Smackdown                        | Braun Strowman                        | Running Powerslam                            | 26:40                                 |
| 7            | Kurt Angle                            | Team RAW                              | Shane McMahon                         | Pedigree de Triple H                         | 32:05                                 |
| 8            | Shane McMahon                         | Team Smackdown                        | Triple H                              | Pedigree                                     | 33:20                                 |
| Survivants : | Braun Strowman et Triple H (Team RAW) | Braun Strowman et Triple H (Team RAW) | Braun Strowman et Triple H (Team RAW) | Braun Strowman et Triple H (Team RAW)        | Braun Strowman et Triple H (Team RAW) |